# 宮崎県道・熊本県道141号河内矢部線
宮崎県道・熊本県道141号河内矢部線（みやざきけんどう・くまもとけんどう141ごう かわちやべせん）は、宮崎県西臼杵郡高千穂町から熊本県上益城郡山都町に至る一般県道である。

## 概要

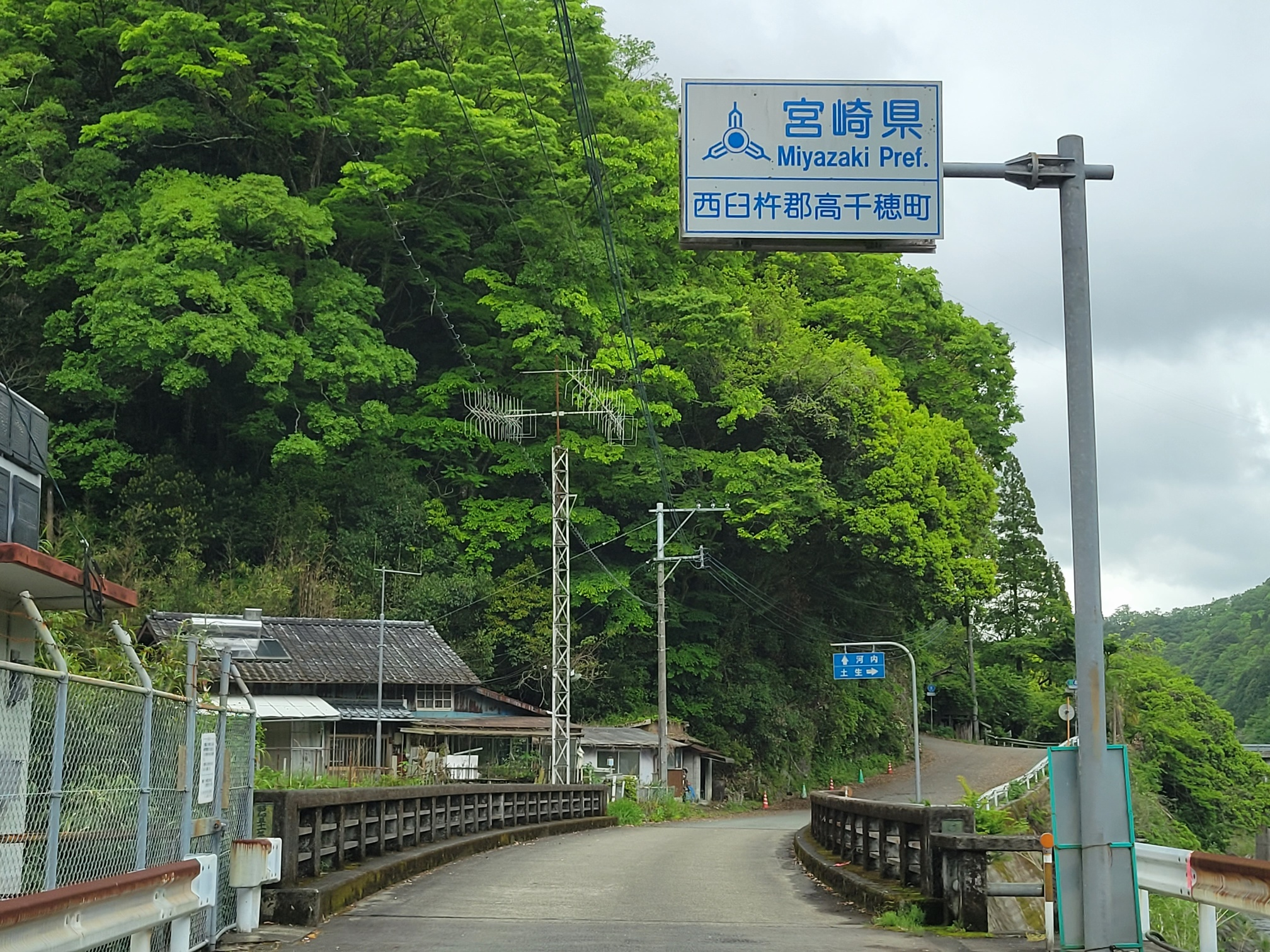
宮崎県区間の全景。右奥の丁字路で県道8号に合流する（2023年）

宮崎県道・熊本県道に指定されているが、宮崎県の区間はわずか200 mほどしかない。

### 路線データ
- 起点：宮崎県西臼杵郡高千穂町大字河内（大分県道・熊本県道・宮崎県道8号竹田五ヶ瀬線交点）
- 終点：熊本県上益城郡山都町野尻（野尻交差点、国道218号交点）

## 歴史
- 1959年（昭和34年）6月1日 - 宮崎県告示第226号により宮崎県側の路線認定[1]。当時の整理番号は19。
- 1960年（昭和35年）4月1日 - 熊本県告示第203号により熊本県側の路線認定[2]。当時の整理番号は72。

## 路線状況

### 重複区間
- 熊本県道151号清和高森線（熊本県上益城郡山都町上差尾 地内）
- 熊本県道319号仏原高森線（熊本県上益城郡山都町郷野原 - 上益城郡山都町井無田）

### 道路施設

#### トンネル
- 熊本県
  - 牛ケ瀬隧道：延長48 m、1930年（昭和5年）竣工、上益城郡山都町

## 地理

### 通過する自治体
- 宮崎県
  - 西臼杵郡高千穂町
- 熊本県
  - 上益城郡山都町

### 交差する道路
| 交差する道路                                | 都道府県名 | 市町村名 | 市町村名 | 交差する場所 | 交差する場所      |
| ------------------------------------------- | ---------- | -------- | -------- | ------------ | ----------------- |
| 大分県道・熊本県道・宮崎県道8号竹田五ヶ瀬線 | 宮崎県     | 西臼杵郡 | 高千穂町 | 大字河内     | 起点              |
| 国道265号 国道503号 重複                    | 熊本県     | 上益城郡 | 山都町   | 二瀬本       |                   |
| 熊本県道151号清和高森線 重複区間起点        | 熊本県     | 上益城郡 | 山都町   | 上差尾       |                   |
| 熊本県道151号清和高森線 重複区間終点        | 熊本県     | 上益城郡 | 山都町   | 上差尾       |                   |
| 熊本県道319号仏原高森線 重複区間起点        | 熊本県     | 上益城郡 | 山都町   | 郷野原       |                   |
| 熊本県道319号仏原高森線 重複区間終点        | 熊本県     | 上益城郡 | 山都町   | 井無田       |                   |
| 国道218号                                   | 熊本県     | 上益城郡 | 山都町   | 野尻         | 野尻交差点 / 終点 |

### 沿線
- 五ヶ瀬川